# Alexander Reichardt (Sänger)

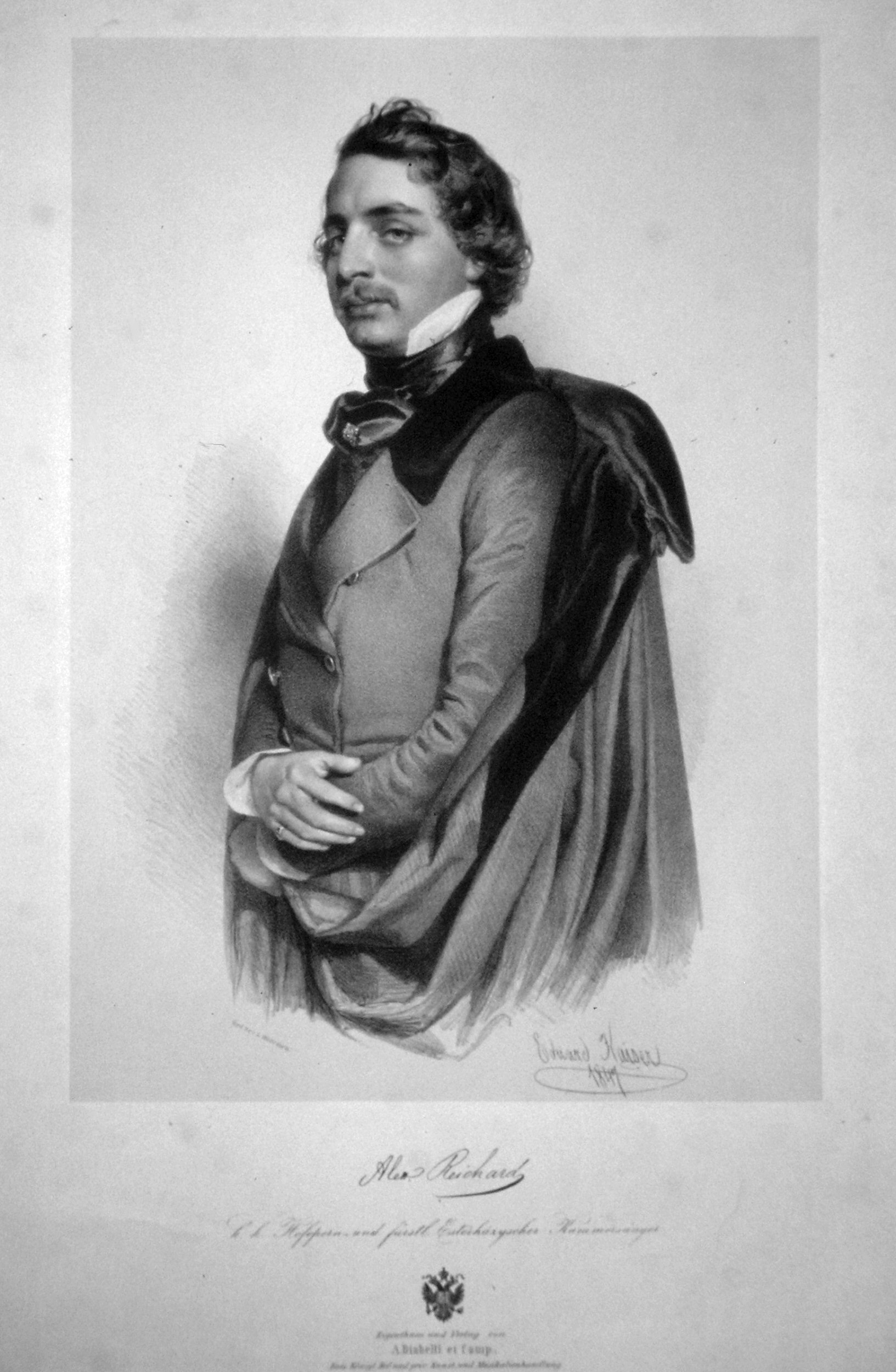
Alexander Reichardt, Lithographie von Eduard Kaiser, 1847

Alexander Reichardt (* 17. April 1825 in Paks; † 14. März 1885 in Boulogne-sur-Mer, Frankreich) war ein österreichischer Opernsänger (Tenor).

## Leben
Er debütierte im Jahre 1842 in Lemberg als Rodrigo in Otello, ossia Il moro di Venezia von Gioachino Rossini. Er nahm Gesangsunterricht bei Angelica Catalani und Giovanni Gentiluomo war von 1843 bis 1851 Mitglied des Ensembles der Wiener Hofoper. In den folgenden Jahren hatte er erfolgreiche Engagements in ganz Europa unter anderem in Berlin, Paris und London. Reichardt komponierte auch einige damals sehr populäre Lieder. Nach dem Verlust seiner Stimme ließ er sich in Boulogne sur Mer nieder, wo er 1885 starb.